# Kensukes rike (film)
Kensukes rike (engelska: Kensuke's Kingdom) är en amerikansk animerad äventyrsfilm från 2023. Filmen är regisserad av Neil Boyle och Kirk Hendry efter ett manus skrivet av Frank Cottrell Boyce, som i sin tur är baserat på Michael Morpurgos ungdomsroman med samma namn.
Filmen premiärvisades på Annecys internationella festival för animerad film den 11 juni 2023. Den hade biopremiär i Sverige den 18 april 2025, utgiven av Lucky Dogs.

## Handling
Filmen kretsar kring den elvaåriga pojken Michael som ska segla jorden runt med sin familj och hunden Stella. När de fastnar i en storm som sveper Michael och Stella överbord blir det magiska äventyret till en mardröm. De spolas i land på en öde ö och måste lära sig hur man överlever i vildmarken.

## Rollista (i urval)
- Aaron MacGregor – Michael Morpurgo
- Sally Hawkins – mamma
- Cillian Murphy – pappa
- Ken Watanabe – Kensuke
- Raffey Cassidy – Becky
- Alfred Kodai Berglund – Michiya